# Emiliano González Campos
Emiliano González Campos (né à Mexico le 25 mars 1955 et mort le 15 mars 2021 dans la même ville) est un écrivain et un poète mexicain, reconnu comme auteur fantastique au Mexique.

## Biographie
Il est né le 25 mars 1955 à Mexico ; son père était Enrique González Pedrero, homme politique, écrivain et intellectuel mexicain, et sa mère Julieta Campos, écrivaine et érudite cubaine, lauréate du prix Xavier-Villaurrutia pour 1974. Il a étudié la langue et la littérature hispaniques à la Faculté de philosophie et de lettres de l'université nationale autonome du Mexique.
En 1973, alors qu'il avait à peine dix-huit ans, il a rassemblé et édité Miedo en castellano: 28 relatos de lo macabro y lo fantástico. En 1975 il a reçu la bourse du Centro Mexicano de Escritores (CEM) et en 1978 celle de l'Instituto Nacional de Bellas Artes (INBA) et du Fondo Nacional para Actividades Sociales (Fonapas).
Avec des textes et des articles il a collaboré à différents médias imprimés nationaux tels que : El Gallo Ilustrado - un supplément à El Día -, El Heraldo de México, Fin de Semana et Punto de Partida. On le considère comme un des auteurs essentiels de la littérature fantastique au Mexique et, même si le genre n’est pas très populaire dans le pays, pour les connaisseurs González est un « auteur culte »,.

## Prix et reconnaissance
En 1978 il a reçu le prix Xavier-Villaurrutia pour Los sueños de la Bella Durmiente, devenant ainsi le plus jeune écrivain à remporter ce prix. Il a été choisi pour faire partie de la série de conférences Auteurs secrets organisée par l'Institut national des Beaux-Arts en 2014, où son travail a fait l'objet d’une étude. 

## Œuvres
Emiliano González Campos est l'auteur d'anthologies, de nouvelles et d'essais.

### Anthologies
- El hilo del minotauro: cuentistas mexicanos inclasificables (1999)
- Cuento mexicano moderno (2000)

### Nouvelles
- Miedo en castellano: 28 relatos de lo macabro y lo fantástico (1973) —compilador—
- Los sueños de la Bella Durmiente (1978)
- La habitación secreta (1988)
- El libro de lo insólito (1988) — choix de textes d'autres auteurs —
- Casa de horror y de magia (1989)
- Emiliano González (1992) —choix et notes de Vicente Francisco Torres pour la série El Cuento Contemporáneo —

### Essais
- Almas visionarias (1987)
- Historia mágica de la literatura (2007)
- Ensayos (2009)

### Romans
- Neon city blues. La muerte de Vicky M. Doodle (2001)

### Poésies
- La inocencia hereditaria (1986)
- Orquidáceas (1991)